# Laval-de-Cère
Laval-de-Cère település Franciaországban, Lot megyében. Lakosainak száma 292 fő (2022. január 1.). Laval-de-Cère Camps-Saint-Mathurin-Léobazel, Cahus, Estal, Gagnac-sur-Cère, Teyssieu és Sousceyrac-en-Quercy községekkel határos.

## Népesség
A település népességének változása:
| Lakosok száma | 774  | 460  | 391  | 340  | 342  | 323  | 296  | 288  | 285  | 292  |
|               | 1968 | 1982 | 1990 | 2006 | 2013 | 2015 | 2017 | 2019 | 2020 | 2022 |